# Maurice Garin
Maurice Garin (3. března 1871 – 19. února 1957) byl italský cyklista.
V roce 1903 se stal prvním vítězem Tour de France. Odměnou mu bylo 3000 zlatých franků. Následující rok dojel do Paříže opět na prvním místě, ale po čtyřech měsících byl Francouzskou cyklistickou unií diskvalifikován za to, že v poslední noční etapě použil spolu s dalšími osmi jezdci doprovodné vozidlo. Aféra, která málem znamenala konec Tour de France, se týkala kompletní vedoucí čtveřice (Maurice Garin, Pothier, Hippolyte Aucouturier a Cesar Garin) a tak vyhrál do té doby pátý Henri Cornet, jehož čas v cíli byl o tři hodiny horší. Garin byl potrestán zákazem činnosti na dva roky.